# Lechovice, Znojmo
Lechovice là một làng thuộc huyện Znojmo, vùng Jihomoravský, Cộng hòa Séc.